# 頂芽優勢
頂芽優勢 （ちょうがゆうせい）とは、植物の茎の先端にある頂芽の成長が、側芽（腋芽）の成長よりも優先される現象のこと。

## 解説
通常、頂芽が存在している状態では側芽の成長は見られないが、頂芽を切り取るとすぐ下方の側芽が新しい頂芽となり急に成長を始める。このような頂芽優勢のメカニズムにおいては、いくつかの植物ホルモンが重要な働きを担っていることが知られている。
その一つがオーキシンである。植物では、各器官において、その成長に対するオーキシンの最適濃度（感受性）が異なることがある。茎は、オーキシンが比較的高濃度な状態で成長が促進されるのに対し、根は茎の最適濃度においては成長が抑制され、低濃度で成長の促進がみられる現象が知られている。同様に、頂芽と側芽においてもオーキシンに対する最適濃度が異なり、頂芽の成長が促進されるオーキシン濃度の状態では、側芽の成長が抑制されてしまうため、頂芽優勢がおこると考えられている（側芽におけるオーキシンの最適濃度はもっと低い）。オーキシンが側芽の成長を抑制する働きを持つことを示す一例として、頂芽の切り口にオーキシンを含む寒天片を置くと側芽の成長が抑制されるという現象が挙げられる。
頂芽を切除した後に見られる側芽の成長は、側芽の成長を抑制するオーキシンの減少とともに、側芽の成長を促進する働きを持つと考えられている植物ホルモンの一つであるサイトカイニンの増加によって導かれる、という見方が一般的である。側芽の成長促進には同じくジベレリンの関与も示唆されている。しかし、近年の研究により側芽の成長を抑制しているのはオーキシンそのものではなく、オーキシンのシグナルを伝達するセカンドメッセンジャーが存在するという説も有力となっている。ただしセカンドメッセンジャーの正体に関しては諸説あり、解決されていない。